# Distrito de Chimán
El distrito de Chimán es una de las divisiones que conforma la provincia de Panamá, situado en la República de Panamá. El distrito cuenta con 3.343 habitantes según el censo de 2010 La capital es la ciudad de Chimán.
Fue fundado como distrito el 28 de diciembre de 1908, a través de la Ley 54.
Es el único distrito de todo Panamá que no posee una carretera, por lo que la mayoría de su población se encuentra en la costa del golfo de Panamá, ubicándose en su capital Chimán, Brujas, Gonzalo Vásquez, Pásiga y San Buenaventura. Con la llegada de migrantes de la península de Azuero, se fundó Unión Santeña que se encuentra 12 kilómetros tierra adentro, a orillas del río Chimán. También hay otros poblados interiores como Oquendo y Tuicito.

## División político-administrativa
Está conformado por cinco corregimientos:
- Chimán
- Brujas
- Gonzalo Vásquez
- Pásiga
- Unión Santeña